# André Bo-Boliko Lokonga

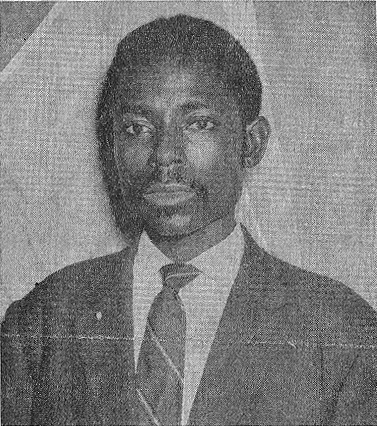
André Boboliko

André Bo-Boliko Lokonga Monse Mihambo (Belgisch-Congo, 15 augustus 1934 – Brussel, 30 maart 2018) was een Zaïrees politicus. Hij diende als de eerste staatscommissaris van Zaïre van 6 maart 1979 tot 27 augustus 1980. Gedurende de periode van 1967 tot 1980 bekleedde hij ook de functie van secretaris-generaal van de Nationale Unie van Zaïrese Arbeiders (Union Nationale des Travailleurs du Zaïre, UNTZa).

## Jeugd
André Bo-Boliko Lokonga werd geboren op 15 augustus 1934 in Lobamiti, provincie Bandundu, Belgisch Congo.

## Carrière
Hij was van december 1970 tot maart 1979 voorzitter van de Wetgevende Raad van Congo (en later Zaïre). In 1990 richtte hij samen met Joseph Iléo de Democratische Sociale Christelijke Partij op.
Hij overleed in Brussel (België) op 30 maart 2018, op 83-jarige leeftijd.
Mpinga Kasenda · 
André Bo-Boliko Lokonga · 
Jean Nguza Karl-i-Bond · 
N'Singa Udjuu · 
Léon Kengo Wa Dondo · 
Mabi Mulumba · 
Jules-Fontaine Sambwa Pida Nbagui ·
Lunda Bululu ·
Crispin Mulumba Lukoji · 
Étienne Tshisekedi · 
Bernardin Mungul Diaka · 
Faustin Birindwa · 
Norbert Likulia Bolongo